# Classe Whiskey
La classe Whiskey, nome in codice NATO della classe di sommergibili sovietici che comprendeva i Progetti 613, 644 e 665, fu costruita nelle fasi iniziali della guerra fredda. Si tratta della più numerosa classe di sommergibili mai costruita da un solo Paese in tempo di pace: ben 236 esemplari, che entrarono in servizio con la marina sovietica tra il 1951 e il 1958. Modificati in un gran numero di varianti (anche civili) e utilizzati per svolgere molteplici test per lo sviluppo di nuovi sistemi d'arma, rimasero in servizio fino al 1993.

## Sviluppo
L'esigenza di un nuovo sottomarino emerse nella marina sovietica nel 1943, quando ci si trovò nella necessità di sostituire gli ormai superati modelli in servizio (Tipo-S Stalinets e Tipo-Shch Shchuka). Inizialmente, i progettisti si concentrarono su una versione migliorata del Tipo-S, nota come progetto 608, che avrebbe dovuto rappresentare la nuova generazione di sottomarini sovietici. Era previsto che il nuovo sottomarino possedesse una serie di migliorie sviluppate in seguito agli eventi bellici. In particolare, molto importante avrebbe dovuto essere l'installazione di un sonar, copia di un analogo modello inglese.
Tuttavia, nel settembre 1944, nel golfo di Finlandia, venne recuperata la carcassa dell'U-250, un U-Boat Tipo VII appartenuto alla Kriegsmarine. I progettisti sovietici decisero così di incorporare, nel progetto 608, anche le soluzioni tecniche utilizzate dai tedeschi sui loro battelli.
Nel 1945, in seguito alla conclusione delle ostilità, i sovietici entrarono in possesso di un certo numero di U-Boot germanici Tipo XXI, che erano decisamente avanzati. Quindi, decisero di rivedere completamente il progetto 608 (sul quale stavano ancora lavorando) e di incorporare le notevoli migliorie in un nuovo progetto. Tale progetto prese il nome di 613, e fu avviato nel 1948.
Il nuovo sottomarino risultò di dimensioni decisamente maggiori rispetto al precedente progetto 608. Tuttavia, non si può definire una copia sovietica dei Tipo XXI tedeschi (cosa che invece erano i contemporanei classe Zulu).
La costruzione venne intrapresa presso il cantiere navale di Krasnoye Sormovo, a Nizni Novgorod. Qui venne varato, nel 1950, il primo esemplare, che fu rimorchiato fino a Baku. Entrò in servizio l'anno successivo. Complessivamente, nel programma vennero coinvolti quattro cantieri, con ben 236 esemplari costruiti. Si tratta della classe di sottomarini più numerosa mai costruita da un singolo paese in tempo di pace, e della seconda in assoluto (i più costruiti rimangono gli U-Boot Tipo VII tedeschi). A questi, occorre aggiungere altri 21 esemplari assemblati in Cina con parti costruite in Unione Sovietica.
| Nome cantiere        | Ubicazione           | Prima consegna | Esemplari costruiti |
| -------------------- | -------------------- | -------------- | ------------------- |
| Krasnoye Sormovo     | Nizni Novgorod       | 1950           | 146                 |
| Nosenko              | Nikolayev            | 1951           | 65                  |
| Fiume Amur           | Komsomol'sk-na-Amure | 1954           | 11                  |
| Cantiere del Baltico | San Pietroburgo      | 1955           | 14                  |

I piani della VMF sovietica prevedevano la costruzione di 340 esemplari. Tuttavia, a causa dello sviluppo delle tecnologie relative alla propulsione nucleare, il programma relativo ai Progetto 613 non fu completato. Infatti sembra che la costruzione vera e propria fu interrotta già a partire dal 1953, e che gli esemplari varati successivamente vennero assemblati utilizzando componenti già fabbricate.
I classe Whiskey, in origine, erano stati progettato come sottomarini da attacco. Tuttavia, a partire dal 1956, alcuni esemplari iniziarono a essere equipaggiati con missili antinave. Inoltre, nella metà degli anni sessanta, si decise di convertire tutti gli esemplari costruiti a una nuova versione (Whiskey V). Però, tale conversione alla fine riguardò solo una sessantina di esemplari. Gli altri vennero modificati per gli utilizzi più diversi, non solo militari.

## Tecnica
I classe Whiskey dovevano molto alla tecnologia subacquea sviluppata dalla Germania nazista durante la seconda guerra mondiale, in particolare a quella relativa agli U-Boote Tipo XXI. Tuttavia, si trattava di battelli di dimensioni minori e con prestazioni inferiori, adatti a missioni di sorveglianza costiera. Si trattava comunque di un deciso progresso rispetto alle classi di sottomarini sovietici precedenti. In particolare, i Progetto 613 avevano il doppio scafo. Quello interno, pressurizzato, aveva un diametro compreso tra i 4,6 e i 4,8 metri, ed era diviso in sette compartimenti. La capacità di carburante era di 120 tonnellate.
La propulsione era assicurata da due eliche, ognuna delle quali azionata da un motore proprio. Inoltre ogni elica aveva anche altri due motori: uno elettrico e un altro per la propulsione silenziosa. Quest'ultimo era montato su superfici fonoassorbenti.
L'armamento comprendeva sei tubi lanciasiluri da 533 mm: quattro a prua e due a poppa. Inoltre, erano anche previsti armi antiaeree per la protezione dai velivoli antisommergibile (anche se tale armamento variava a seconda della versione).
Occorre precisare che questi dati sono relativi ai soli progetto 613. Per le versioni modificate si possono trovare caratteristiche notevolmente diverse.

## Varianti
I classe Whiskey, costruiti in gran numero, furono prima aggiornati come sottomarini da attacco, e in seguito modificati per gli utilizzi più disparati, anche per svolgere compiti civili. Molto importante fu anche il ruolo svolto da questi mezzi per la sperimentazione di nuovi sistemi d'arma navali.

### Versioni da attacco
La versione base dei classe Whiskey, il progetto 613, costituiva la versione da attacco. Di questo progetto, destinato a pattugliare le zone costiere dell'Unione Sovietica, ne furono costruiti, nelle varie versioni, 236 esemplari tra il 1950 e il 1958. La NATO ne ha identificate cinque, che si differenziano principalmente per l'armamento antiaereo imbarcato.
- Whiskey I: caratterizzato cannone binato da 25 mm sistemato davanti alla torre.
- Whiskey II: si differenzia per l'aggiunta di un ulteriore impianto binato da 57 mm, sistemato sul ponte dietro alla torre di comando.
- Whiskey III: tale versione si caratterizza per l'assenza di cannoni (che erano stati rimossi). Tuttavia, le piattaforme per l'artiglieria erano state mantenute.
- Whiskey IV: versione caratterizzata dalla presenza del solo impianto binato da 25 mm, sistemato davanti alla torre di comando. Inoltre, era stato aggiunto lo snorkel su tutti gli esemplari.
- Whiskey V: caratterizzati dalla presenza di snorkel e dall'assenza dell'artiglieria antiaerea. Esteriormente, inoltre, si distingueva per la falsa torre molto profilata e alcune modifiche nello scafo. Si tratta della variante finale rispetto alla versione base, entrata in servizio nella metà degli anni sessanta. Inizialmente, era stato deciso di convertire a tale standard tutti gli esemplari. In seguito, però, solo una sessantina furono effettivamente modificati. Gli altri battelli vennero destinati alla riserva, oppure ad altri compiti.

### Versioni lanciamissili

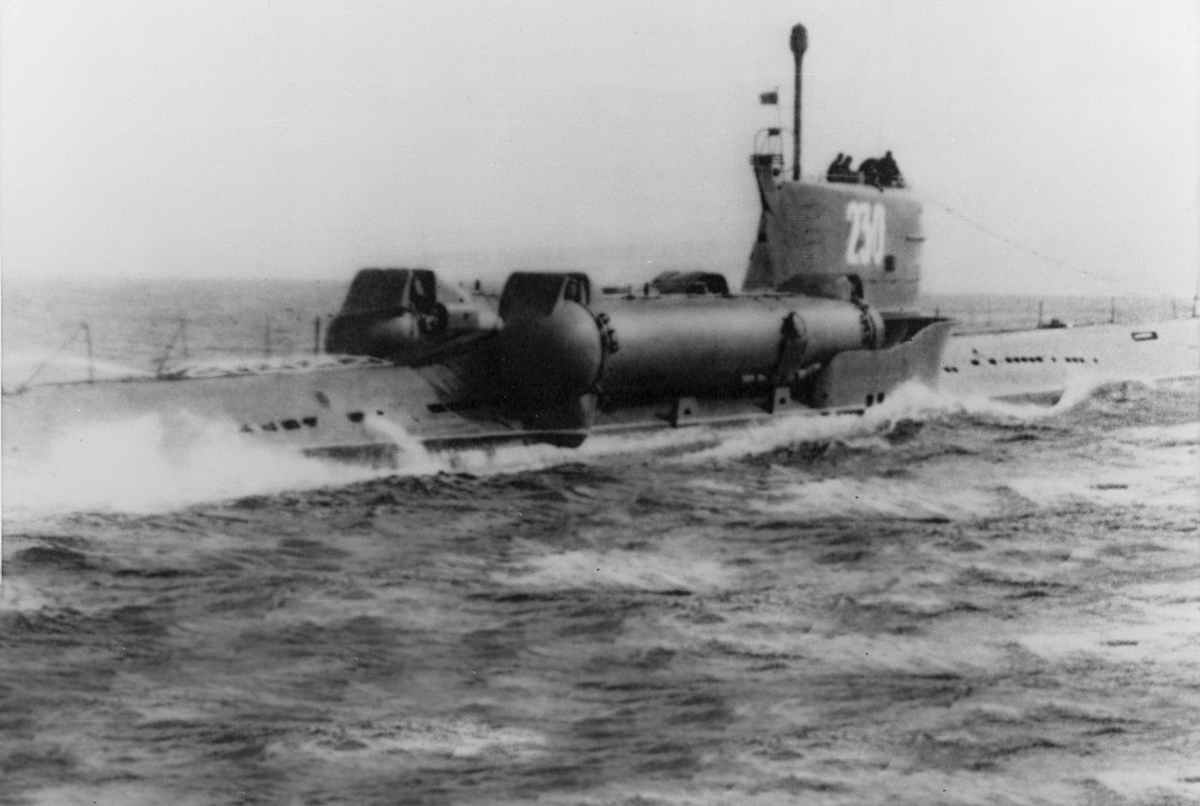
Un battello del tipo Whiskey Twin Cylinder

A partire dal 1956, la marina sovietica decise di sperimentare l'installazione di missili antinave sui sottomarini. Alcuni classe Whiskey furono modificati in questo senso. La NATO identificò tre versioni.
- Whiskey Single-Cylinder: nome con il quale è conosciuto in Occidente un esemplare modificato nel 1956 con l'installazione di un missile antinave SS-N-3 Shaddock. Il missile era sistemato in un grosso container, posizionato sullo scafo dietro alla torre di comando. Il nome in codice NATO è dovuto appunto all'aspetto estetico del sottomarino. In Unione Sovietica era identificato, probabilmente, con i nomi di progetto EP613 o progetto P613.
- Whiskey Twin-Cylinder: si tratta della variante con due missili SS-N-3, costruita in sei esemplari entrati in servizio tra il 1958 e il 1960. Anche in questo caso, gli ordigni erano sistemati in altrettanti container posti sul ponte alle spalle della torre. Il prototipo era chiamato in URSS progetto 640U, e la versione base era nota come Progetto 644. Di tale versione, ne vennero realizzate altre tre sottoversioni, che in pratica si differenziavano a seconda della versione di SS-N-3 (chiamato P-5 in Unione Sovietica) imbarcata: progetto 644D (missile P-5D), progetto 644U (con missile migliorato) e progetto 644.7 (missile P-7, che aveva un sistema di guida migliorato). Le caratteristiche tecniche erano molto simili a quelle della versione base: 1.070 tonnellate in emersione e 1.360 in immersione. Dimensioni e prestazioni erano le medesime, mentre leggermente più numeroso era l'equipaggio (56 elementi).
- Whiskey Long-Bin: si tratta della variante lanciamissili armata in modo più pesante realizzata di questa classe. In dettaglio, i Long Bin potevano trasportare ben quattro SS-N-3 Shaddock, che erano sistemati in un allungamento della falsatorre. Tuttavia, tale modifica allo scafo creò problemi di rumore e di stabilità a causa dell'innalzamento del baricentro del battello. Chiamata in Unione Sovietica progetto 665, ne vennero realizzati sei esemplari tra il 1960 e il 1963. Questi battelli erano caratterizzati da una lunghezza di 83,8 metri, e da un dislocamento di 1.200 tonnellate in emersione e 1.500 in immersione. La velocità era inferiore (13,5 nodi in superficie, 8 in immersione), e l'equipaggio ammontava a 60 elementi

### Altre versioni
Come detto in precedenza, numerosi furono le modifiche approntate a battelli della classe Whiskey. Di queste versioni, solo una ricevette un nome in codice NATO. In dettaglio, si tratta della conversione Whiskey Canvas Bag, che riguarda 4-6 esemplari (le fonti non concordano) modificati come “radar picket” (letteralmente: picchetti radar) e utilizzati nel ruolo di allerta radar per la sorveglianza e prevenzione contro gli attacchi a sorpresa. Equipaggiati con un sistema da ricerca aerea Boat Sail, erano chiamati così dalla NATO per via della forma della grande custodia che era sistemata sul radar quando questo non era in uso. In Unione Sovietica, erano noti come progetto 640 (versione base) e progetto 640T (versione per comunicazioni).
Altre modifiche riguardarono un esemplare Whiskey V che fu equipaggiato per il trasporto di sommozzatori con l'installazione di un boccaporto davanti alla torre di comando, e ulteriori due battelli convertiti negli anni cinquanta per ricerche civili. Questi due esemplari, chiamati Serveryanka e Slavyanka, vennero disarmati ed equipaggiati con laboratori per ricerche oceanografiche e di pesca. La prima crociera oceanica ebbe luogo nel dicembre 1958. Di queste due conversioni non risultano nomi in codice NATO e non sono noti i numeri di progetto.
Inoltre, numerosi battelli vennero modificati per essere utilizzati come piattaforme per la sperimentazione e lo sviluppo di nuovi sistemi d'arma e di sonar. Cambiamenti piuttosto estesi riguardarono sovrastrutture varie, tubi lanciasiluri di diametro maggiorato e impiantistica. La lista seguente elenca i vari numeri di progetto della classe Whiskey, con le modifiche relative.
- Progetto 613e: equipaggiato con 400 kg di aria compressa.
- Progetto 613A: modificato per le prove del missile P-20L Ametiste, versione sublanciata dell'SS-N-7 Starbright.
- Progetto 613B: rifornitore subacqueo per l'aereo Beriev Be-10.
- Progetto 613C: battello per test non identificato.
- Progetto 613D4: modificato per le prove del missile SS-N-5 Serb.
- Progetto 613D5: modificato per le prove del missile SS-N-6 Serb.
- Progetto 613D7: battello test per le sperimentazioni relative al sistema di lancio D-7.
- Progetto 613AD: altra versione modificata per i test sul missile SS-N-7.
- Progetto 613M: battello test per la sperimentazione di batterie in argento e zinco.
- Progetto 613S: versione da salvataggio.
- Progetto 613Sh: versione equipaggiata con un nuovo sistema sonar, idoneo per la navigazione sotto i ghiacci.
- Progetto 613RB: progetto di un “Whiskey SSBN” rimasto sulla carta. Avrebbe dovuto essere equipaggiato con missili SS-N-5 Serb.
- Progetto 613Kh: versione modificata per i test del missile AS-16 Kickback (Kh-15 in Russia). L'ordigno era sistemato all'interno di un singolo cilindro.
- Progetto 613RV: battello per test sui siluri.
- Progetto 613Ts: sottomarino bersaglio.
- Progetto 3P613: versione per test non identificata.
- Progetto V613: versione per i test sulla versione navale dell'SS-1 Scud (R-11FM in Unione Sovietica)
- Progetto 666: versione da salvataggio.

## Utilizzo operativo
Nel 1946 l'intelligence statunitense stimò che la marina sovietica aveva intenzione di immettere in servizio, entro il 1950, circa trecento copie dei Tipo XXI tedeschi. Solo nel 1949-1950, tuttavia, iniziarono a entrare in servizio i primi sottomarini sovietici post-guerra: le classi Whiskey e Zulu
. Se confrontati con gli Zulu, i Whiskey erano di dimensioni minori e avevano prestazioni inferiori, sia in termini di capacità di combattimento, sia di autonomia. In pratica, erano utilizzati solo per le operazioni di difesa e pattugliamento delle coste sovietiche, oppure per operazioni in Europa, ma non avevano reali capacità oceaniche. La vera versione sovietica dei Tipo XXI era rappresentata dalla classe Zulu.
In generale si trattava di battelli decisamente più perfezionati e versatili rispetto ai precedenti sottomarini sovietici, visto che la profondità operativa era maggiore ed erano molto più silenziosi. Inoltre il sistema sonar imbarcato era piuttosto sofisticato per l'epoca. La versione lanciamissili, poi, forniva alla marina sovietica una capacità navale che non aveva mai posseduto. Le stesse soluzioni tecniche adottate sui Whiskey vennero riprese dalle successive classi di SSG ed SSGN della VMF.
Gli obiettivi tipici dei Progetto 613 consistevano nel trovare e affondare le navi nemiche, sia mercantili sia da guerra. La missione delle versioni lanciamissili era la medesima, con la sola differenza che i loro obiettivi prioritari erano le portaerei.
I classe Whiskey entrarono in servizio in gran numero, ma furono presto superati dai progressi della tecnica navale. Infatti, si trattava di battelli estremamente rumorosi, in particolare per alcune soluzioni tecniche adottate nella forma dello scafo, che erano state riprese dai Tipo XXI. Le versioni lanciamissili, inoltre, erano ancora più rumorose a causa dell'enorme quantità d'acqua che veniva spostata dai container dei missili (che erano di grandi dimensioni). Anche la manovrabilità generale ne soffriva in modo rilevante. Occorre anche considerare poi che i missili potevano essere lanciati solo in emersione. I Whiskey erano inoltre molto vulnerabili agli attacchi aerei.
Nella seconda metà degli anni sessanta, i Whiskey operativi erano solo quelli che erano stati convertiti alla versione Whiskey V (una sessantina di esemplari). Gli altri vennero destinati alla riserva, oppure ad altri utilizzi. Nel ruolo di sottomarini da attacco, in pratica, vennero sostituiti dai più moderni classe Romeo. Le versioni lanciamissili furono invece progressivamente rimpiazzate dai più efficaci classe Juliett.
Nel 1980 risultavano ancora esistenti 130 battelli, di cui una sessantina operativi. Solo due anni dopo il numero di battelli complessivo era di sessanta unità. Nel 1992 erano a vario titolo ancora a carico della marina russa 18 esemplari, che vennero tutti definitivamente radiati entro l'anno successivo.

### Incidenti
Il 27 ottobre 1981 il sottomarino della classe Whishey S-363 divenne protagonista di quell'incidente che divenne noto in Occidente come Whiskey on the rocks (gioco di parole tra quanto avvenne e l'omonimo modo di servire il whiskey con il ghiaccio), quando si incagliò sulle rocce all'interno di un'area militare della base navale svedese di Karlskrona, in una delle frequenti violazioni delle acque territoriali svedesi che avvenivano in quel periodo.
Il battello, che a causa della segretezza usata dai sovietici nelle designazioni delle loro unità subacquee, venne classificato dagli svedesi come U-173, rimase sulle rocce per alcuni giorni, e una squadra navale sovietica si radunò al largo della base navale; durante le rilevazioni effettuate fino al 5 novembre dai tecnici dell'Istituto Svedese di Ricerca della Difesa, nella sezione di prua del battello venne rilevata la presenza di radioattività derivante dalla presenza di "da uno a dieci Kg di uranio-238 nella sezione di prua", corrispondente alla sala siluri e compatibile quindi con la presenza di armi nucleari a bordo, fatto che i sovietici non smentirono mai, affermando ufficialmente che il battello possedeva "come tutte le navi militari in mare, le necessarie armi e munizioni", mentre la stampa sovietica ventilò l'ipotesi che le rilevazioni fossero un falso creato dai servizi segreti occidentali; avendo le autorità politiche svedesi dichiarato che non avrebbero tollerato ulteriori violazioni della sovranità nazionale, quando le navi sovietiche iniziarono ad avvicinarsi ai limiti delle dodici miglia le batterie costiere svedesi iniziarono a puntarle, passando in modalità di controllo fuoco nel momento dell'ingresso nelle acque svedesi; rilevato il cambio di modalità le navi invertirono la rotta rimanendo appena fuori dalle dodici miglia. Durante le operazioni il sottomarino venne sorvegliato dalle unità navali della Svenska marinen e dai paracadutisti dell'esercito svedese mentre un rimorchiatore d'altura sovietico che tentava di avvicinarsi venne fermato da tre battelli veloci d'attacco della classe Spica. Il sottomarino venne recuperato dagli svedesi dopo dieci giorni e solo dopo che i sovietici ne permisero l'ispezione a bordo e l'interrogatorio del comandante, mentre le spese di recupero vennero addebitate ai sovietici.

## Esportazioni

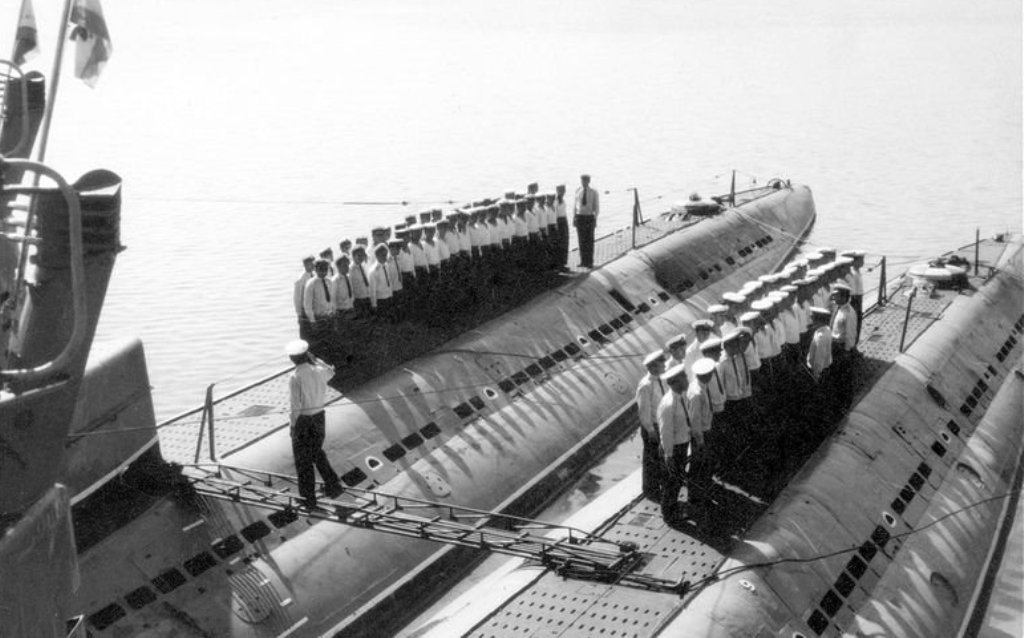
Due dei quattro battelli della flotta navale dell'Esercito Popolare d'Albania, accostati nella base navale di Pashaliman, Vlore

I classe Whiskey furono oggetto di esportazioni verso altri Paesi, in particolare dopo la fine del loro servizio in Unione Sovietica. Complessivamente, ne furono esportati una quarantina di esemplari, chiamati per l'esportazione progetto 613E.
- Albania: quattro battelli.
- Bulgaria: due battelli.
- Cina: cinque battelli, oltre ai componenti per ulteriori ventuno (conosciuti come Tipo 03).
- Egitto: sei battelli.
- India: quattordici battelli, di cui due in seguito da usare come parti di ricambio.
- Corea del Nord: quattro battelli.
- Polonia: quattro battelli.

Inoltre, altri due ulteriori esemplari non più in condizioni operative furono venduti a Siria e Cuba per essere utilizzati per la ricarica delle batterie. Occorre precisare che le esportazioni riguardarono solo gli esemplari da attacco, e non quelli lanciamissili.
Nel 2008 risultano ancora operativi solo gli esemplari nordcoreani.